# Mùa bão Tây Bắc Thái Bình Dương 2017
Mùa bão Tây Bắc Thái Bình Dương 2017 là một sự kiện mà theo đó các xoáy thuận nhiệt đới hình thành ở vùng phía Tây Bắc của Thái Bình Dương trong năm 2017, chủ yếu từ tháng 5-12. Mùa bão diễn biến tương đối bất thường với quỹ đạo các cơn bão lệch rất nhiều về phía Tây, hầu hết các cơn bão tác động đến đất liền các quốc gia và vùng lãnh thổ gây thiệt hại hết sức nặng nề đặc biệt tại Trung Quốc, Nhật Bản, Việt Nam. Hiện đã có tổng cộng 42 ATNĐ trong số đó có 27 cơn mạnh lên thành bão, hơn một nửa đã đi vào Biển Đông. Trên toàn khu vực, mùa bão 2017 diễn biến khá giống mùa bão các năm 1971, 1984, 1999. Mùa bão 2017 ghi nhận số xoáy thuận nhiệt đới nhiều nhất trong tháng 7 (12 cơn bão) kể từ năm 1994. Ngày Noru mạnh lên cấp bão cuồng phong (23/7) là thời điểm muộn nhất trong lịch sử các mùa bão Tây Bắc Thái Bình Dương (kể từ năm 1998, trong vòng 19 năm qua) xuất hiện cơn bão cuồng phong đầu tiên. Sau đánh giá lại thì mùa bão 2017 không ghi nhận cơn bão nào mạnh cấp 5 lần đầu tiên từ năm 1977. Trên biển Đông, mùa bão 2017 đạt kỷ lục về số bão và ATNĐ (16 cơn bão, 6 áp thấp nhiệt đới) tại Việt Nam.
Tại Việt Nam, những cơn bão đổ bộ trong năm 2017 tập trung ở các tỉnh từ Hà Tĩnh đến Quảng Trị. Mùa bão 2017 ở nước ta, những cơn bão (đặc biệt là bão mạnh) liên tiếp đổ bộ vào Trung Bộ được xem là hệ quả của La Nina (xuất hiện trong tháng 10 cũng như kéo dài 3 năm 2016-2018) và cũng như là việc Trung Bộ không có bão mạnh trong 3 năm 2014-2016. Đặc biệt các tỉnh Bắc Trung Bộ (Thanh Hóa - Quảng Bình) lần đầu tiên ghi nhận bão, áp thấp đổ bộ trực tiếp kể từ sau cơn bão Wutip năm 2013. Vùng đổ bộ của các cơn bão trong năm 2017 (Bắc Trung Bộ - Nam Trung Bộ) đều là những khu vực ít phải gánh bão/ATNĐ trong những năm trở lại đây. Diễn biến mùa bão 2017 ở Việt Nam khá giống năm 1971, 1984, 1999.

## Tóm lược
Trên toàn vùng trong năm 2017, số lượng bão trên Tây Bắc Thái Bình Dương là 27 cơn bão, trong đó hơn một nửa đã đi vào Biển Đông (16 cơn bão và 6 ATNĐ). Quỹ đạo của chúng cũng bị lệch nhiều về phía Tây, tác động chủ yếu đến Trung Quốc, Nhật Bản và Việt Nam. Trong đó, đến 8/19 cơn bão đã đổ bộ vào Trung Quốc (tập trung ở miền Nam), 6 cơn bão vào Việt Nam, 5 cơn bão vào Nhật Bản. Cho đến thời điểm này mùa bão năm 2017 diễn biến khá giống các năm 1971, 1984, 1999. Có 13 ATNĐ hình thành trên vùng, trong đó có 5 trên Biển Đông và chỉ có 5/13 ATNĐ tác động đến đất liền tập trung ở Philippines, Việt Nam. Bão hoạt động nhiều hơn một chút so với trung bình nhiều năm (27 cơn bão) song cường độ chúng yếu, hiện tại mới có 2 siêu bão cuồng phong và 11 bão cuồng phong (ít hơn TBNN). Số lượng bão trên Biển Đông chiếm 60% tổng số bão trên toàn vùng năm 2017. Ngoài ra, năm 2017 trên Biển Đông ghi nhận thời gian xuất hiện 9 cơn bão nhanh nhất trong lịch sử (2 tháng, từ 15/7-15/9/2017) và số cơn bão xuất hiện trong 2 tháng cuối năm nhiều nhất (5 cơn, ngang bằng năm 1998).

### Việt Nam
Mùa bão năm 2017, ở Bắc Bộ không có bão lần đầu tiên kể từ năm 2006. Năm 2017, bão và ATNĐ đổ bộ nước ta tập trung ở các tỉnh từ Hà Tĩnh đến Quảng Trị (4 cơn, Hà Tĩnh 1 bão - 1 ATNĐ, 2 tỉnh còn lại mỗi tỉnh 1 cơn). Ngoài ra 1 ATNĐ đi vào Quảng Ninh, 1 cơn bão đổ bộ Khánh Hoà, 1 cơn bão suy yếu thành ATNĐ trước khi đi vào Bình Thuận. Năm 2017, bão và ATNĐ trên Biển Đông đã cân bằng kỷ lục năm 2013 về số lượng. Đặc biệt, 5/8 cơn bão và ATNĐ đổ bộ nước ta năm nay, số lượng dù chỉ tương đương TBNN, nhưng chúng lại đổ bộ (trong đó 2 cơn rất mạnh) vào những vùng ít bão trong những năm gần đây (Bắc Trung Bộ - Nam Trung Bộ) gây thiệt hại rất lớn về người và tài sản nhân dân ở khu vực miền Trung. Năm 2017, thiên tai bão lũ ở nước ta đã khiến hơn 380 người thiệt mạng, thiệt hại 60 nghìn tỷ đồng (2,6 tỷ USD) trong đó chiếm đến 90% là thiệt hại bão số 10 (18 nghìn tỷ), bão số 12 (23 nghìn tỷ), ATNĐ ngày 10/10 (13 nghìn tỷ).

## Danh sách bão

### Áp thấp nhiệt đới 01W (Auring)
Cấp bão (Việt Nam): Cấp 6 – Áp thấp nhiệt đới
Cấp bão (Nhật Bản): 30kts – Áp thấp nhiệt đới, áp suất 1002 hPa (mbar)
Cấp bão (Hoa Kỳ - Mỹ): 30kts – Áp thấp nhiệt đới
Cấp bão (Philippines): Áp thấp nhiệt đới

### Áp thấp nhiệt đới Bising
Cấp bão (Nhật Bản): 30kts – Áp thấp nhiệt đới, áp suất 1000 hPa (mbar)
Cấp bão (Philippines): Áp thấp nhiệt đới

### Áp thấp nhiệt đới 02W (Crising)
Cấp bão (Việt Nam): Cấp 6 – Áp thấp nhiệt đới
Cấp bão (Nhật Bản): 30kts – Áp thấp nhiệt đới, áp suất 1000 hPa (mbar)
Cấp bão (Hoa Kỳ - Mỹ): 25kts – Áp thấp nhiệt đới
Cấp bão (Philippines): Áp thấp nhiệt đới

### Bão Muifa (Dante)
Cấp bão (Nhật Bản): 35kts – Bão nhiệt đới, áp suất 1002 hPa (mbar)
Cấp bão (Hoa Kỳ - Mỹ): 40kts – Bão nhiệt đới
Cấp bão (Philippines): Bão nhiệt đới

### Bão Merbok - Bão số 1
Cấp bão (Việt Nam): Cấp 9 – Bão nhiệt đới
Cấp bão (Nhật Bản): 55kts – Bão nhiệt đới dữ dội, áp suất 985 hPa (mbar)
Cấp bão (Hoa Kỳ - Mỹ): 45kts – Bão nhiệt đới

### Bão Nanmadol (Emong)
Cấp bão (Nhật Bản): 55kts – Bão nhiệt đới dữ dội, áp suất 985 hPa (mbar)
Cấp bão (Hoa Kỳ - Mỹ): 65kts - bão CP cấp 1
Cấp bão (Philippines): Bão nhiệt đới 

### Bão Talas - Bão số 2
Cấp bão (Việt Nam): Cấp 10 – Bão nhiệt đới dữ dội
Cấp bão (Nhật Bản): 50kts – Bão nhiệt đới dữ dội, áp suất 985 hPa (mbar)
Cấp bão (Hoa Kỳ - Mỹ): 50kts – Bão nhiệt đới
- Talas - Bão số 2 là một cơn bão trái mùa đổ bộ vào Bắc Trung Bộ (vào lúc 1h sáng ngày 17/7 vào Bắc Hà Tĩnh,[3]) gây gió mạnh từ cấp 7-8, gió giật cấp 10-12 ở vùng gần tâm bão.[4] sau suy yếu vẫn tồn tại lâu trên đất liền trôi dạt qua Lào, Thái Lan sang Myanmar rồi mới tan hẳn, gây thiệt hại tương đối nặng nề cho Việt Nam và Lào.
- Trung tâm Dự báo Khí tượng Thủy văn Trung ương Việt Nam đã thêm vùng bị ảnh hưởng của cơn bão số 2 - Talas là cấp độ rủi ro thiên tai do bão, lũ, lũ quét, gió mạnh ở vùng biển phía Nam bậc cấp 1-2.
- Talas là bão đầu tiên đổ bộ vào Bắc Trung Bộ sau 3 năm từ năm 2014-2016 không phải hứng bất kỳ một cơn bão hay áp thấp nhiệt đới nào.

### Bão Noru
Cấp bão (Nhật Bản): 95 kts – Bão cuồng phong, áp suất 935 hPa (mbar).
Cấp bão (Hoa Kỳ - Mỹ): 135 kts – Siêu bão cuồng phong cấp 4
- Ngày Noru lên bão cuồng phong (23/7) là thời điểm muộn nhất trong lịch sử vùng Tây Bắc Thái Bình Dương có bão cuồng phong kể từ năm 1998 (trong vòng 19 năm qua).

### Bão Kulap
Cấp bão (Nhật Bản): 40kts – Bão nhiệt đới, áp suất 1002 hPa (mbar)
Cấp bão (Hoa Kỳ - Mỹ): 50kts – Bão nhiệt đới
- Bão Kulap bị bão Noru hoạt động với cường độ mạnh nhất hút mây và suy yếu đi.

### Bão Sonca - Bão số 4
Cấp bão (Việt Nam): Cấp 8 – Bão nhiệt đới
Cấp bão (Nhật Bản): 35kts – Bão nhiệt đới, áp suất 994 hPa (mbar)
Cấp bão (Hoa Kỳ - Mỹ): 45kts – Bão nhiệt đới
- Do bị tương tác với bão số 3 - Roke nên bão số 4 (lúc còn là ATNĐ) ít di chuyển trong các ngày 22-24/7 đặc biệt hầu như không dịch chuyển trong ngày 23/7 (tuy vậy vẫn giữ nguyên cường độ và còn mạnh lên thành bão), sau đó bão còn hút lại tàn dư bão Roke rồi mới đi chuyển nhanh hơn từ cuối ngày 24/7.
- Sơn Ca - Bão số 4 là một cơn bão trái mùa đổ bộ vào Trung Trung Bộ (Phía Bắc Quảng Trị - Vào lúc 15h chiều ngày 25/7). Tuy không gây thiệt hại nặng ở Việt Nam song hoàn lưu bão tồn tại đến ngày 29/7 mới tan trên khu Đông Bắc Thái Lan gây lũ lụt làm 23 người chết.

### Bão Roke (Fabian) - Bão số 3
Cấp bão (Việt Nam): Cấp 8 – Bão nhiệt đới
Cấp bão (Nhật Bản): 35kts – Bão nhiệt đới, áp suất 1002 hPa (mbar)
Cấp bão (Hoa Kỳ - Mỹ): 35kts – Bão nhiệt đới
Cấp bão (Philippines): Bão nhiệt đới
- Roke và Sơn Ca là 2 cơn bão nhiệt đới tách rời, nhìn khá giống bão nhiệt đới dữ dội.

### Bão Nesat (Gorio)
Cấp bão (Nhật Bản): 80kts – Bão cuồng phong, áp suất 960 hPa (mbar)
Cấp bão (Hoa Kỳ - Mỹ): 90kts bão CP cấp 2
Cấp bão (Hồng Kông - Trung Quốc): 150 km/h (42 m/s) – Bão mạnh
Cấp bão (Philippines): Bão nhiệt đới dữ dội

### Bão Haitang (Huaning) - Bão số 5
Cấp bão (Việt Nam): Cấp 9 – Bão nhiệt đới
Cấp bão (Nhật Bản): 45kts – Bão nhiệt đới, áp suất 985 hPa (mbar)
Cấp bão (Hoa Kỳ - Mỹ): 40kts – Bão nhiệt đới
Cấp bão (Hồng Kông - Trung Quốc): 85 km/h (23 m/s) – Bão nhiệt đới
Cấp bão (Philippines): Bão nhiệt đới
- Nesat và Haitang là 2 cơn bão liên tiếp trong 2 ngày đổ bộ vào Đài Loan lần đầu tiên trong 50 năm qua. Hai cơn bão cũng cùng đổ bộ vào một địa điểm ở Trung Quốc (Phúc Thanh - Phúc Kiến) chỉ trong 2 ngày liên tiếp.

### Bão Nalgae
Cấp bão (Nhật Bản): 45kts – Bão nhiệt đới, áp suất 990 hPa (mbar)
Cấp bão (Hoa Kỳ - Mỹ): 60kts – Bão nhiệt đới.

### Bão Banyan
Cấp bão (Nhật Bản): 80kts – Bão cuồng phong, áp suất 955 hPa (mbar)
Cấp bão (Hoa Kỳ - Mỹ):  110 kts -bão CP cấp 3.

### Bão Hato (Isang) - Bão số 6
Cấp bão (Việt Nam): Cấp 14 – Bão cuồng phong
Cấp bão (Nhật Bản): 75 kts – Bão cuồng phong, áp suất 965 hPa (mbar)
Cấp bão (Hoa Kỳ - Mỹ): 100kts – Bão cuồng phong cấp 3
Cấp bão (Hồng Kông - Trung Quốc): 185 km/h (51 m/s) – Siêu bão cuồng phong
Cấp bão (Philippines):140 km/h - Bão cuồng phong
- Một khu vực áp suất thấp đã phát triển thành một áp thấp nhiệt đới vào ngày 19 tháng 8 trong khi nằm ở phía Đông Nam của Đài Loan.[6]
- Nó dần dần gia tăng và đạt đến mức tình trạng bão nhiệt đới dữ dội vào chiều ngày 22 tháng 8 sau khi đi vào vùng Đông Bắc của Biển Đông. Vào ngày 23 tháng 8, 07:00 (Giờ Hồng Kông - HKT), Hato cách Hồng Kông khoảng 100 km về phía Đông Nam, đưa mưa đến lục địa của Trung Quốc cũng như Hải Nam về phía Tây. Vào lúc 11 giờ (Giờ Hồng Kông - HKT), tâm bão đã trực tiếp đổ bộ Hồng Kông sau đó cơn bão đi thẳng vào lục địa Trung Quốc theo hướng Tây-Tây Bắc.[7]
- Các vùng ven biển Quảng Đông, cửa sông Châu Giang, đông nam Quảng Tây và vùng ven biển Quảng Tây có gió giật lên tới cấp 8-10, một số nơi gió giật mạnh lên tới cấp 11-13. Chu Hải, Macao, Hồng Kông và cửa sông Châu Giang tuyên bố có những cơn gió giật mạnh đặc biệt lên tới cấp 16-17 trên mặt biển hoặc trên đảo, với một số địa phương vượt quá cấp 17. Đảo Guishan, một phần của Chu Hải, đo được tốc độ gió giật tối đa lên tới 66,9 m/s)[8] Trên đảo Huangmao, một trạm quan trắc tự động với độ cao quan trắc là 67m ghi nhận tốc độ gió duy trì trong 10 phút là 70,9m/s và gió giật đạt 84,2m/s và một trạm khác với độ cao quan trắc 66 m ghi nhận tốc độ gió duy trì trong 10 phút là 59,9m/s và gió giật 76,3m/s.[9]
- Đài quan sát Hồng Kông đã ban hành tín hiệu bão số 10 (mức cao nhất) vào lúc 09:10 (Giờ Hồng Kông - HKT), lần đầu tiên kể từ năm 2012. Tính đến ngày 25 tháng 8, tổng cộng 17 người đã thiệt mạng trong khi tổng số thiệt hại lên đến 12,5 tỷ Nhân Dân tệ (tương đương với khoảng 1,87 tỷ USD).[10][11]

### Bão Pakhar (Jolina) - Bão số 7
Cấp bão (Việt Nam): Cấp 10~11 – Bão nhiệt đới dữ dội
Cấp bão (Nhật Bản): 55kts – Bão nhiệt đới dữ dội, áp suất 985 hPa (mbar)
Cấp bão (Hoa Kỳ - Mỹ): 60kts – Bão nhiệt đới dữ dội
Cấp bão (Hồng Kông - Trung Quốc): 100 km/h (28 m/s) – Bão mạnh
Cấp bão (Philippines): Bão nhiệt đới
- Bão Pakhar cũng nối đuôi Hato đổ bộ cùng một khu vực trong 5 ngày.
- Khu vực cửa sông và các huyện/thành phố phía Đông Quảng Đông có gió giật mạnh tới cấp 8-12. Đảo Dapeng Sanmen, một phần của Thâm Quyến, đo được gió giật mạnh lên tới 43,9 m/s (cấp 14), với tốc độ gió trung bình lên tới 36,6 m/s (cấp 12).[8]

### Bão Sanvu
Cấp bão (Nhật Bản): 80kts – Bão cuồng phong, áp suất 955 hPa (mbar)
Cấp bão (Hoa Kỳ - Mỹ): 90kts – Bão cuồng phong cấp 2
- Sanvu đã không gây ra bất kỳ thiệt hại đáng kể nào trên quần đảo Mariana, mặc dù một phụ nữ 33 tuổi chết đuối tại bãi biển Obyan, Nhật Bản do sóng lớn vào ngày 29 tháng 8.[12]

### Bão Mawar - Bão số 8
Cấp bão (Việt Nam): Cấp 10 – Bão nhiệt đới dữ dội
Cấp bão (Nhật Bản): 50kts – Bão nhiệt đới dữ dội, áp suất 990 hPa (mbar)
Cấp bão (Hoa Kỳ - Mỹ): 45kts – Bão nhiệt đới
Cấp bão (Hồng Kông - Trung Quốc): 90 km/h (23 m/s) – Bão nhiệt đới dữ dội

### Bão Guchol (Kiko) - Bão số 9
Cấp bão (Việt Nam): Cấp 8 – Bão nhiệt đới
Cấp bão (Nhật Bản): 35kts – Bão nhiệt đới, áp suất 1000 hPa (mbar)
Cấp bão (Hoa Kỳ - Mỹ): 30kts – Áp thấp nhiệt đới
Cấp bão (Hồng Kông - Trung Quốc): 55 km/h (18 m/s) – Áp thấp nhiệt đới
Cấp bão (Philippines): Bão nhiệt đới
- Cơn bão này chỉ đạt cấp bão nhiệt đới trong vòng 18h. Do nội lực bão quá yếu, bão nhanh chóng suy yếu. Tuy nhiên bão vẫn được gọi là cơn bão số 9 vì chờm vào Biển Đông.
- Tương tự với cơn bão số 4 - Rai vào ngày 11 tháng 9 cho đến ngày 13 tháng 9 năm 2016.

### Bão Talim (Lannie)
Cấp bão (Việt Nam): Cấp 12 – Bão cuồng phong
- Việt Nam công bố kết thúc thông tin về cơn bão Talim vào lúc 14h30 ngày 12/9, cho nên Việt Nam đạt cấp 15~16, giật trên cấp 17.

Cấp bão (Nhật Bản): 95kts – Bão cuồng phong, áp suất 935 hPa (mbar)
Cấp bão (Hoa Kỳ - Mỹ): 120kts – Bão cuồng phong cấp 4
Cấp bão (Hồng Kông - Trung Quốc): 195 km/h (52 m/s) – Siêu bão cuồng phong
Cấp bão (Philippines): Bão cuồng phong

### Bão Doksuri (Maring) - Bão số 10
Cấp bão (Việt Nam): Cấp 12~13 – Bão cuồng phong
Cấp bão (Nhật Bản): 80kts – Bão cuồng phong, áp suất 955 hPa (mbar)
Cấp bão (Hoa Kỳ - Mỹ):  95kts - bão CP cấp 2
Cấp bão (Hồng Kông - Trung Quốc): 165 km/h (48 m/s) – Bão rất mạnh
Cấp bão (Philippines): Bão nhiệt đới
- Cơn bão số 10 được nhận định là cơn bão mạnh nhất trong thời gian vừa qua:
  - Trong 3 năm vừa qua (kể từ cơn bão số 3 - Kalmaegi - cấp 12 vào năm 2014).
  - Trong 4 năm vừa qua (kể từ cơn bão số 10 - Wutip - cấp 12 vào năm 2013).
- Doksuri cùng với Talas đổ bộ vào Bắc Trung Bộ (Thanh Hóa - Quảng Bình) sau 3 năm từ năm 2014-2016 vùng này không phải hứng bất kỳ cơn bão nào.
- Ngoài ra đây là cơn bão mạnh nhất đổ bộ vào Bắc Trung Bộ trong 28 năm vừa qua (kể từ cơn bão số 9 - Dan - cấp 12~13 vào ngày 13/10/1989 đổ bộ vào Kỳ Anh - Nghệ Tĩnh, nay thuộc tỉnh Hà Tĩnh).
- Trưa ngày 15/9, bão số 10 đã đổ bộ vào các tỉnh Hà Tĩnh - Quảng Bình. Tâm bão đi vào phía Bắc tỉnh Quảng Bình (gần phía Nam đèo Ngang, đoạn thuộc huyện Quảng Trạch, gần mộ đại tướng Võ Nguyên Giáp).
- Bão số 10 - Doksuri có diễn biến gần bờ, quỹ đạo và vùng đổ bộ gần như trùng khớp với bão số 5 - Lekima năm 2007 (đều mạnh lên gần sát bờ, quỹ đạo từ quần đảo Hoàng Sa vào bờ gần như giống hệt, cùng đổ bộ vào gần phía Nam đèo Ngang - phía Bắc Quảng Bình).
- Bão số 10 ở trên biển mạnh cấp 13 giật cấp 15. Còn ở trên đất liền, bão gây ra gió mạnh từ cấp 6-7, vùng gần tâm bão cấp 8-11 giật cấp 12-15. Tại Kỳ Anh (Hà Tĩnh) có gió mạnh cấp 10 giật cấp 13, tại Hoành Sơn (Hà Tĩnh) có gió mạnh cấp 11 giật cấp 15, Cẩm Nhượng (Hà Tĩnh) có gió mạnh cấp 10 giật cấp 12, tại Tân Mỹ (Quảng Bình) có gió mạnh cấp 8 giật cấp 13, tại Đồng Hới (Quảng Bình) có gió mạnh cấp 8 giật cấp 12, đảo Cồn Cỏ (Quảng Trị) có gió mạnh cấp 11 giật cấp 14, tại Cửa Việt (Quảng Trị) có mạnh cấp 8 giật cấp 10. Tại các nơi khác từ Quảng Ninh đến Đà Nẵng có gió mạnh cấp 6-7 giật cấp 8-9.[4]
- Bão số 10 này chỉ khác ở chỗ là mạnh hơn bão số 5 - Lekima vào năm 2007 (cách đây khoảng 10 năm). Cơn bão số 5 - Lekima này chỉ chừa khoảng 1 cấp so với cơn bão Doksuri (Lekima cấp 12, Doksuri cấp 13). Doksuri có nguồn gốc là một áp thấp nhiệt đới ngoài khơi Philippines (Lekima hình thành trên Biển Đông).
- Bão số 10 đánh dấu năm thứ 4 liên tiếp có bão đổ bộ Việt Nam trong khoảng thời gian từ ngày 13-16/9 (4 ngày giữa tháng 9).
- Bão số 10 - Ở Việt Nam, Trung tâm Dự báo Khí tượng Thủy văn Trung ương Việt Nam đã đạt ở mức cấp độ rủi ro thiên tai bậc cấp 4 (ở mức cảnh báo màu đỏ): Tức là mức rủi ro rất lớn, gần sát với mức nguy hiểm cao nhất khi mà lần đầu tiên từ năm 2017 đã đặt mức cấp độ rủi ro thiên tai bậc cấp 4 từ trước đến giờ.
- Vào khoảng ngày 9/8-8/11 năm 2017, Cổng thông tin nhân đạo quốc gia 1400 bắt đầu chương trình nhắn tin Vì đồng bào vùng lũ với cú pháp UH gửi 1409 (20.000 đồng/tin nhắn) để giúp đỡ người dân miền núi phía Bắc bị mưa lũ và miền Trung bị ảnh hưởng của cơn bão số 10 để ổn định cuộc sống.
  - 2.329.260.000 đồng là số tiền để khắc phục ảnh hưởng của mưa lũ tại miền Bắc và bão số 10 vừa rồi.

### Áp thấp nhiệt đới 22W (Nando)
Cấp bão (Việt Nam): Cấp 6~7 – Áp thấp nhiệt đới
Cấp bão (Nhật Bản): 30kts – Áp thấp nhiệt đới. Nhật Bản công nhận là ATNĐ vào ngày 23/9 nhưng không phát cảnh báo về nó.
Cấp bão (Hoa Kỳ - Mỹ): 30kts – Áp thấp nhiệt đới, áp suất 1002 hPa (mbar)
Cấp bão (Hồng Kông - Trung Quốc): 55 km/h (16 m/s) – Áp thấp nhiệt đới
Cấp bão (Philippines): Áp thấp nhiệt đới
- Chiều ngày 25/9, áp thấp nhiệt đới đã đổ bộ vào phía Nam tỉnh Quảng Ninh. Ở đảo Bạch Long Vĩ (Hải Phòng) và Cô Tô (Quảng Ninh) đã có gió mạnh cấp 6, giật cấp 8; trên đất liền Quảng Ninh - Nam Định đã có gió giật cấp 6-7. Ở phía Đông Bắc Bộ và Thanh Hóa đã có mưa vừa, mưa to do ảnh hưởng của áp thấp nhiệt đới.

### Áp thấp nhiệt đới 23W
Cấp bão (Việt Nam): Cấp 7 – Áp thấp nhiệt đới
Cấp bão (Nhật Bản): 30kts – Áp thấp nhiệt đới, áp suất 1000 hPa (mbar)
Cấp bão (Hoa Kỳ - Mỹ): 30kts – Áp thấp nhiệt đới
Cấp bão (Hồng Kông - Trung Quốc): 45 km/h (12 m/s) – Áp thấp nhiệt đới
- Dù áp thấp nhiệt đới không mạnh lên thành bão và lại đổ bộ vào đất liền phía Nam tỉnh Hà Tĩnh nhưng do kết hợp với nhiễu động gió Đông trên cao nên vẫn gây ra gió mạnh cấp 5-6, giật cấp 7-8 cho các tỉnh từ Thái Bình đến Quảng Bình, đặc biệt tại trạm Văn Lý (Nam Định) có gió mạnh ở cấp bão (cấp 8, giật cấp 9) kèm theo mưa rất to ở Bắc Bộ và Thanh Hóa - Quảng Trị.
- Tại tỉnh Ninh Bình, lũ trên sông Hoàng Long đã vượt mức lịch sử năm 1985 (là 0,5m).[13][14][15]
- Trận mưa lũ lịch sử trong vòng 10 năm qua tại miền Bắc và các tỉnh Thanh Hóa - Hà Tĩnh vào ngày 9/10-13/10 khiến số người chết, mất tích, bị thương và bị nước lũ cuốn trôi rất nhiều khiến con số người chết vẫn còn tăng lên rất là nhiều.
- Tính đến 17h ngày 14-10, mưa lũ tại các tỉnh miền Bắc và Bắc Trung Bộ đã làm 68 người chết, 34 người mất tích, 32 người bị thương.[16] Bên cạnh đó, có một phóng viên TTXVN: Đinh Hữu Dư (SN 2-8-1988, quê ở Tân Trung, ngụ phường Tân Thành, TP Ninh Bình, tỉnh Ninh Bình) phát thông tin hiện trường tại Yên Bái của đợt mưa lũ cho nên đã bị cuốn trôi khi một nhịp cầu bất ngờ bị đứt đổ sập xuống dòng nước lũ vào ngày 11/10/2017. Lễ viếng được tổ chức tại Ninh Bình nơi quê anh sinh sống.[17]

### Bão Khanun (Odette) - Bão số 11
Cấp bão (Việt Nam): Cấp 13 – Bão cuồng phong
Cấp bão (Nhật Bản): 80kts – Bão cuồng phong, áp suất 950 hPa (mbar)
Cấp bão (Hoa Kỳ - Mỹ): 90kts – Bão cuồng phong cấp 2
Cấp bão (Hồng Kông - Trung Quốc): 155 km/h (44 m/s) – Bão rất mạnh
Cấp bão (Philippines): Bão nhiệt đới dữ dội
- Mặc dù là bão rất mạnh (mạnh hơn cả cơn bão số 10 - Doksuri) nhưng bão bị không khí lạnh làm cho nước biển lạnh đi khiến năng lượng của bão giảm nhanh, nên bão suy yếu rất nhanh thành vùng thấp khi vừa vào Vịnh Bắc Bộ, sau đó di chuyển nhanh về ngoài khơi Nam Định - Thanh Hóa và tan rất nhanh.

### Bão Lan (Paolo)
Cấp bão (Nhật Bản): 100kts – Bão cuồng phong, áp suất 915 hPa (mbar)
Cấp bão (Hoa Kỳ - Mỹ): 135kts – Siêu bão cuồng phong cấp 4
Cấp bão (Hồng Kông - Trung Quốc): 185 km/h (54 m/s) – Siêu bão cuồng phong
Cấp bão (Philippines): Siêu bão cuồng phong

### Áp thấp nhiệt đới 26W
Cấp bão (Việt Nam): Dưới cấp 6 – Vùng áp thấp
Cấp bão (Hoa Kỳ - Mỹ): 25kts – Áp thấp nhiệt đới, áp suất 1002 hPa (mbar)
- Vùng áp thấp ở Giữa Biển Đông (bao gồm phía Đông Bắc của khu vực Song Tử Tây thuộc QĐ. Trường Sa) không thể mạnh lên thành áp thấp nhiệt đới khi bị rìa của cơn bão Lan hoạt động với cường độ rất mạnh ở khu vực phía Đông của Philippines.

### Bão Saola (Quedan)
Cấp bão (Nhật Bản): 60kts – Bão nhiệt đới dữ dội, áp suất 975 hPa (mbar)
Cấp bão (Hoa Kỳ - Mỹ): 75kts – Bão cuồng phong cấp 1
Cấp bão (Hồng Kông - Trung Quốc): 120 km/h (35 m/s) – Bão mạnh
Cấp bão (Philippines): Bão nhiệt đới dữ dội

### Áp thấp nhiệt đới 29W
Cấp bão (Việt Nam): Cấp 6~7 – Áp thấp nhiệt đới
Cấp bão (Nhật Bản): 30kts – Áp thấp nhiệt đới. Nhật Bản không cảnh báo cho áp thấp nhiệt đới.
Cấp bão (Hoa Kỳ - Mỹ): 30kts – Áp thấp nhiệt đới, áp suất 1006 hPa (mbar)
Cấp bão (Hồng Kông - Trung Quốc): 45 km/h (12 m/s) – Áp thấp nhiệt đới
- Vào ngày 27/10, 1 dải hội tụ nhiệt đới đã hình thành một vùng xoáy thấp sau đó hình thành một vùng áp thấp, sau đó ngày 30/10 vùng áp thấp này đã mạnh lên thành ATNĐ ở khu vực Nam Biển Đông (QĐ. Trường Sa), trở thành ATNĐ thứ năm của mùa bão 2017. Tuy nhiên nó bị một áp thấp nhiệt đới khác ở miền Trung Philippines tương tác làm cho ATNĐ này bị hút mây và đã suy yếu đi ở ngoài khơi Cà Mau - Kiên Giang (sau đó ATNĐ này mạnh lên thành bão số 12, đạt cấp 12 trước khi tàn phá Nam Trung Bộ), còn vùng áp thấp này dịch chuyển gần về miền Nam Thái Lan, sau đó hút lại toàn bộ tàn dư vùng thấp suy yếu từ bão Damrey trong ngày 5-6/11 rồi sau đó mạnh lên và đã hồi sinh trở lại thành ATNĐ 29W vào chiều 6/11. Tuy nó hồi sinh trở lại trên Vịnh Thái Lan, Việt Nam vẫn phát tin ATNĐ và coi như nó là ATNĐ thứ 6 trên Biển Đông.

### Bão Damrey (Ramil) - Bão số 12
Cấp bão (Việt Nam): Cấp 13 – Bão cuồng phong
Cấp bão (Nhật Bản): 70kts – Bão cuồng phong, áp suất 970 hPa (mbar)
Cấp bão (Hoa Kỳ - Mỹ): 90kts – Bão cuồng phong cấp 2
Cấp bão (Hồng Kông - Trung Quốc): 140 km/h (42 m/s) – Bão mạnh
Cấp bão (Philippines): Bão nhiệt đới dữ dội
- Cơn bão số 12 này cùng tên Damrey với cơn bão số 7 năm 2005 (trong 12 năm qua) từng đổ bộ và tàn phá đê biển Thái Bình, Nam Định, Ninh Bình và Thanh Hóa.
- Lần thứ hai trong năm 2017, Trung tâm Dự báo Khí tượng Thủy văn Trung ương đưa ra cảnh báo đạt ở mức cấp độ rủi ro thiên tai bậc cấp 4 (ở mức cảnh báo màu đỏ): Tức là mức rủi ro rất lớn, gần sát với mức nguy hiểm cao nhất ở các tỉnh Phú Yên - Khánh Hòa - Ninh Thuận, so với cơn bão số 10 - Doksuri cách đây khoảng 2 tháng trước (từ ngày 13-16/9) khi mà đổ bộ ở Bắc và Trung Trung Bộ.
- Với việc đổ bộ vào Khánh Hòa sáng 4/11, Damrey là cơn bão mạnh nhất trong lịch sử khi đổ bộ vào khu vực Nam Trung Bộ kể từ cơn bão số 11 - Mirinae năm 2009 đổ vào phía Bắc Khánh Hòa (Nam đèo Cả vào ngày 2/11/2009) (bão này đổ bộ sức gió cấp 8). Xa hơn nữa là mạnh nhất từ cơn bão số 8 - Lingling năm 2001 vào Tuy Hòa - Phú Yên (11/11/2001) với sức gió cấp 11.
- Damrey cũng được xem là mạnh nhất kể từ cơn bão số 11 - Lola vào ngày 8/12/1993 cũng đổ bộ vào Khánh Hòa (bão này đổ bộ với sức gió cấp 9-10).
- Hình thái thời tiết 1 bão - 1 áp thấp nhiệt đới cùng tồn tại ở Nam Biển Đông là lần đầu tiên từ tháng 12/1998, cách đây khoảng 19 năm (từ bão số 7 - Gil ở ven biển Cà Mau và bão số 8 - Faith ở khu vực Giữa - Nam Biển Đông, bao gồm QĐ. Trường Sa).
- Bão Damrey này cũng như giống cơn bão số 9 - Durian năm 2006 (cách đây khoảng 11 năm qua).
- Vào lúc 6 giờ sáng 4/11, bão số 12 đã đổ bộ vào thị xã Ninh Hòa, tỉnh Khánh Hòa và gây thiệt hại nghiêm trọng cho khu vực Nam Trung Bộ. Do ảnh hưởng của bão, ở An Nhơn (Bình Định) gió giật cấp 11, Tuy Hòa (Phú Yên) giật cấp 11, Nha Trang (Khánh Hòa) có gió cấp 9[18] giật cấp 12 - 13. [19]
- Bão Damrey được tổng thống Mỹ Donald Trump nhắc đến trong bài phát biểu tại Tuần lễ Cấp cao APEC 2017 ở Đà Nẵng vào chiều 10/11. Nhiều nguyên thủ quốc gia khác cũng nhắc đến cơn bão này.

### Bão Haikui (Salome) - Bão số 13
Cấp bão (Việt Nam): Cấp 8~9 – Bão nhiệt đới
Cấp bão (Nhật Bản): 40kts – Bão nhiệt đới, áp suất 998 hPa (mbar)
Cấp bão (Hoa Kỳ - Mỹ): 45kts – Bão nhiệt đới
Cấp bão (Hồng Kông - Trung Quốc): 90 km/h (25 m/s) – Bão nhiệt đới dữ dội
Cấp bão (Philippines): Bão nhiệt đới
- Ở Việt Nam, thông tin về cơn bão số 13 vào ngày 10/11/2017 có thêm về vùng gió mạnh có bán kính tính từ vùng tâm bão/ATNĐ (lần đầu tiên từ năm 2010 - trong vòng 7 năm qua).
- Cơn bão Haikui này đã cân bằng kỷ lục số lượng bão/ATNĐ trên Biển Đông của năm 2013.

### Bão Kirogi (Tino) - Bão số 14
Cấp bão (Việt Nam): Cấp 8 – Bão nhiệt đới
Cấp bão (Nhật Bản): 35kts – Bão nhiệt đới, áp suất 1000 hPa (mbar)
Cấp bão (Hoa Kỳ - Mỹ): 40kts – Bão nhiệt đới
Cấp bão (Hồng Kông - Trung Quốc): 65 km/h (18 m/s) – Bão nhiệt đới
Cấp bão (Philippines): Áp thấp nhiệt đới
- Với việc Kirogi đi vào Biển Đông trở thành bão số 14, 2017 chính thức vượt qua năm 2013 về tổng số bão/ATNĐ với 20 cơn.
- Cơn bão số 14 này do quá yếu, nên bị không khí lạnh mạnh tràn về từ ngày 18/11 làm cho suy yếu thành ATNĐ và đẩy ATNĐ lệch xuống phía Nam. Tuy vậy, ATNĐ vẫn kịp đổ bộ vào phía Bắc tỉnh Bình Thuận (huyện Tuy Phong) lúc 13h sau đó suy yếu rất nhanh thành vùng áp thấp, và nó cũng đã gây gió giật cấp 6-7 cho các tỉnh Bình Định - Ninh Thuận (còn ở tâm là huyện Tuy Phong thì chỉ có mưa).
- Năng lượng còn sót lại của cơn bão này dẫn đến hình thành vùng áp suất thấp trên Vịnh Thái Lan mà sau này phát triển thành Bão Ockhi (2017) bão xoáy rất mạnh Ockhi trên Ấn Độ Dương.

### Bão Kai-tak (Urduja) - Bão số 15
Cấp bão (Việt Nam): Cấp 8 – Bão nhiệt đới
Cấp bão (Nhật Bản): 40kts – Bão nhiệt đới, áp suất 996 hPa (mbar)
Cấp bão (Hoa Kỳ - Mỹ): 50kts – Bão nhiệt đới
Cấp bão (Hồng Kông - Trung Quốc): 85 km/h (23 m/s) – Bão nhiệt đới
Cấp bão (Philipines): Bão nhiệt đới
- Tên bão “Kai-tak” trở thành cái tên đầu tiên mà mỗi khi nó được đặt, bão luôn đi vào Biển Đông với cả thảy 4 lần nó được đặt tên (kể từ khi có danh sách tên bão chính thức do 14 nước đề xuất áp dụng từ năm 2000). Trước đó có những cơn bão có tên sau đây luôn đi vào Biển Đông (3 lần từ khi có danh sách): Kai-tak, Cimaron, Utor, Linfa, Hagupit.
- Theo dự báo của Mỹ, Hồng Kông và Philippines thì bão Kai-tak này đi vào đất liền miền Trung Philippines suy yếu thành ATNĐ, nhưng sau đó thông tin về bão Kai-tak của Mỹ và Hồng Kông cũng được bắt đầu khi rời khỏi khu vực Philippines đi vào Biển Đông và ATNĐ đã mạnh lên trở lại thành bão.

### Bão Tembin (Vinta) - Bão số 16
Cấp bão (Việt Nam): Cấp 12 – Bão cuồng phong
Cấp bão (Nhật Bản): 85kt – Bão cuồng phong, áp suất 970 hPa (mbar)
Cấp bão (Hoa Kỳ - Mỹ): 85kt – Bão cuồng phong cấp 2 (trước đó 80 kt - Bão cấp 1)
Cấp bão (Hồng Kông - Trung Quốc): 130 km/h (42 m/s) – Bão mạnh
Cấp bão (Philippines): Bão cuồng phong
- Ở Việt Nam, thông tin về cơn bão Tembin vào ngày 23/12 có thêm vùng nguy hiểm trong 24h và 24-48h tiếp theo và cả thông tin về tình hình sóng biển cao từ vài mét.
- Bão Tembin là một trong những cơn bão cuối mùa rất mạnh trên Biển Đông.
- Lúc 22h ngày 23/12/2017, cơn bão Tembin - bão số 16 đã lập kỷ lục với số lượng bão là 16 cơn trên Biển Đông, vượt qua năm 2013, đồng thời nâng tổng số bão/ATNĐ trên Biển Đông năm 2017 lên con số 22 - kỷ lục mới là: 16 cơn, 6 ATNĐ.
- Bão Tembin này còn mạnh hơn cơn bão Linda vào năm 1997 trong 20 năm qua. Mặc dù vậy bão đã suy yếu thành vùng thấp sau khi đi qua Mũi Cà Mau với cường độ ATNĐ.

### Xoáy thuận khác
- 20/3: 1 ATNĐ hình thành ở Leyte, Philippines.[21][22][23]
- 29/6: 1 ATNĐ hoạt động ở Nam Nhật Bản.[24]
- Liên tiếp 2 ATNĐ hoạt động ở Tây Bắc Thái Bình Dương vào ngày 4 và 13 tháng 7.[25][26]
- Cuối tháng 7 (26/7): 1 ATNĐ hoạt động ở vùng biển phía Đông Bắc của khu vực Tây Bắc Thái Bình Dương (Mỹ cho là bão cận nhiệt đới).[27]
- 25/8: ATNĐ trên Biển Đông. Áp thấp nhiệt đới này không mạnh thêm và chỉ tồn tại trong 24 giờ. Bão số 7 - Pakhar đã hút áp thấp nhiệt đới này khiến đường đi của bão di chuyển dịch xuống phía Nam. Bão có thể vẫn đổ bộ đất liền Trung Quốc nhưng vùng ảnh hưởng của bão gây mưa ở Bắc Bộ nước ta sẽ rộng hơn.[28][29]
- 28/8: 1 ATNĐ ở phía Đông Philippines. Vùng ATNĐ có quỹ đạo phức tạp, suy yếu thành 1 vùng áp thấp khi bị bão Sanvu hoạt động vào ngày 29/8, tuy nhiên vùng thấp này vẫn hoạt động và nó đã hồi sinh lại thành ATNĐ ở phía Đông Philippines. Và nó đã mạnh lên thành bão vào chiều ngày 31/8 với tên quốc tế là Mawar, tức bão số 8.[30]
- 29/12: Một ATNĐ hoạt động trên phía Đông Philippines, tồn tại qua năm 2017 sang năm 2018 thì được đặt số hiệu 01W và cái tên địa phương của Philippines có tên là Agaton của năm 2018 và đã mạnh lên thành bão có tên quốc tế là Bolaven - Bão số 1 nên tính vào mùa bão 2018.

## Tên bão

### Tóm tắt mùa bão
Bảng dưới đây tóm tắt tất cả các hệ thống phát triển trong hoặc chuyển vào Bắc Thái Bình Dương, ở phía Tây của Đường Ngày Quốc tế trong năm 2017. Các bảng cũng cung cấp tổng quan về cường độ, thời gian, diện tích đất bị ảnh hưởng và bất kỳ cái chết hoặc thiệt hại nào liên quan với hệ thống.
| Tên bão                            | Thời gian hoạt động                              | Cấp độ cao nhất            | Sức gió duy trì    | Áp suất               | Khu vực tác động                                                                      | Tổn thất (USD) | Số người chết | Tham khảo                                 |
| ---------------------------------- | ------------------------------------------------ | -------------------------- | ------------------ | --------------------- | ------------------------------------------------------------------------------------- | -------------- | ------------- | ----------------------------------------- |
| 01W (Auring)                       | 7 – 16 tháng 1                                   | Áp thấp nhiệt đới          | 55 km/h (35 mph)   | 1002 hPa (29.59 inHg) | Philippines, Nam Bộ, Campuchia                                                        | $140 nghìn     | 11            |                                           |
| Bising                             | 3 – 7 tháng 2                                    | Áp thấp nhiệt đới          | 55 km/h (35 mph)   | 1000 hPa (29.53 inHg) | Không có                                                                              | Không có       | Không có      |                                           |
| JMA TD 03                          | 20 – 21 tháng 3                                  | Áp thấp nhiệt đới          | Chưa xác định      | 1008 hPa (29.77 inHg) | Philippines                                                                           | Không có       | Không có      |                                           |
| 02W (Crising)                      | 13 – 20 tháng 4                                  | Áp thấp nhiệt đới          | 55 km/h (35 mph)   | 1006 hPa (29.71 inHg) | Philippines, Đài Loan                                                                 | $1,7 triệu     | 10            |                                           |
| Muifa (Dante)                      | 22 – 29 tháng 4                                  | Bão nhiệt đới              | 65 km/h (40 mph)   | 1002 hPa (29.59 inHg) | Quần đảo Caroline                                                                     | Không có       | Không có      |                                           |
| Merbok - Bão số 1                  | 10 – 13 tháng 6                                  | Bão nhiệt đới dữ dội       | 100 km/h (65 mph)  | 985 hPa (29.09 inHg)  | Philippines, Nam Trung Quốc                                                           | $90,8 triệu    | Không có      |                                           |
| JMA TD 07                          | 29 tháng 6 – 1 tháng 7                           | Áp thấp nhiệt đới          | Chưa xác định      | 1008 hPa (29.77 inHg) | Nhật Bản                                                                              | Không có       | Không có      |                                           |
| Nanmadol (Emong)                   | 1 – 4 tháng 7                                    | Bão nhiệt đới dữ dội       | 100 km/h (65 mph)  | 985 hPa (29.09 inHg)  | Nhật Bản                                                                              | $1,99 tỷ       | 41            |                                           |
| JMA TD 09                          | 4 – 7 tháng 7                                    | Áp thấp nhiệt đới          | 55 km/h (35 mph)   | 1010 hPa (29.83 inHg) | Đài Loan, Quần đảo Nansei, Quần đảo Ryukyu                                            | Không có       | Không có      |                                           |
| JMA TD 10                          | 13 – 16 tháng 7                                  | Áp thấp nhiệt đới          | 55 km/h (35 mph)   | 1006 hPa (29.71 inHg) | Không có                                                                              | Không có       | Không có      |                                           |
| Talas - Bão số 2                   | 14 – 17 tháng 7                                  | Bão nhiệt đới dữ dội       | 95 km/h (60 mph)   | 990 hPa (29.23 inHg)  | Nam Trung Quốc, Bắc Trung Bộ, Campuchia, Lào, Myanmar, Thái Lan                       | $80,1 triệu    | 14            | [ 31 ] [ 32 ] [ 33 ] [ 34 ]               |
| Noru                               | 19 tháng 7 – 8 tháng 8                           | Siêu bão cuồng phong cấp 5 | 185 km/h (115 mph) | 930 hPa (27.46 inHg)  | Nhật Bản                                                                              | $100 triệu     | 2             |                                           |
| Kulap                              | 19 – 28 tháng 7                                  | Bão nhiệt đới              | 75 km/h (45 mph)   | 1002 hPa (29.59 inHg) | Không có                                                                              | Không có       | Không có      |                                           |
| Sonca - Bão số 4                   | 21 – 29 tháng 7                                  | Bão nhiệt đới              | 65 km/h (40 mph)   | 994 hPa (29.35 inHg)  | Nam Trung Quốc, Bắc và Trung Trung Bộ, Lào, Thái Lan                                  | $306 triệu     | 37            | [ 35 ] [ 36 ] [ 37 ] [ 38 ] [ 39 ] [ 40 ] |
| Roke (Fabian) - Bão số 3           | 21 – 23 tháng 7                                  | Bão nhiệt đới              | 65 km/h (40 mph)   | 1002 hPa (29.59 inHg) | Philippines, Đài Loan, Nam Trung Quốc                                                 | Không có       | Không có      |                                           |
| Nesat (Gorio)                      | 25 – 30 tháng 7                                  | Bão cuồng phong cấp 1      | 150 km/h (90 mph)  | 960 hPa (28.35 inHg)  | Philippines, Quần đảo Nansei, Quần đảo Ryukyu, Đài Loan, Trung Quốc                   | $281 triệu     | 3             | [ 41 ]                                    |
| JMA TD 17                          | 25 – 29 tháng 7                                  | Áp thấp nhiệt đới          | 55 km/h (35 mph)   | 1006 hPa (29.71 inHg) | Không có                                                                              | Không có       | Không có      |                                           |
| Haitang (Huaning) - Bão số 5       | 27 tháng 7 – 2 tháng 8                           | Bão nhiệt đới              | 85 km/h (50 mph)   | 985 hPa (29.09 inHg)  | Philippines, Đài Loan, Trung Quốc                                                     | $3,83 triệu    | Không có      | [ 42 ]                                    |
| Nalgae                             | 31 tháng 7 – 6 tháng 8                           | Bão nhiệt đới              | 85 km/h (50 mph)   | 990 hPa (29.23 inHg)  | Không có                                                                              | Không có       | Không có      |                                           |
| Banyan                             | 10 – 17 tháng 8                                  | Bão cuồng phong cấp 2      | 150 km/h (90 mph)  | 955 hPa (28.20 inHg)  | Đảo Wake                                                                              | Không có       | Không có      |                                           |
| Hato (Isang) - Bão số 6            | 19 – 24 tháng 8 (đi vào Khu Vực Bắc Ấn Độ Dương) | Bão cuồng phong cấp 3      | 150 km/h (90 mph)  | 960 hPa (28.35 inHg)  | Philippines, Đài Loan, Nam Trung Quốc, Bắc Bộ                                         | $6,82 tỷ       | 53            | [ 43 ]                                    |
| Pakhar (Jolina) - Bão số 7         | 24 – 28 tháng 8                                  | Bão nhiệt đới dữ dội       | 100 km/h (65 mph)  | 985 hPa (29.09 inHg)  | Philippines, Nam Trung Quốc, Bắc Bộ, Thái Lan                                         | $116 triệu     | 13            |                                           |
| JMA TD 23                          | 25 – 26 tháng 8                                  | Áp thấp nhiệt đới          | Chưa xác định      | 1002 hPa (29.59 inHg) | Nam Trung Bộ                                                                          | Không có       | Không có      |                                           |
| Sanvu                              | 26 tháng 8 – 3 tháng 9                           | Bão cuồng phong cấp 2      | 150 km/h (90 mph)  | 955 hPa (28.20 inHg)  | Quần đảo Mariana, Nhật Bản, Viễn Đông Nga                                             | Chưa xác định  | 1             |                                           |
| JMA TD 25                          | 28 – 29 tháng 8                                  | Áp thấp nhiệt đới          | 55 km/h (35 mph)   | 1002 hPa (29.59 inHg) | Philippines                                                                           | Không có       | Không có      |                                           |
| Mawar - Bão số 8                   | 30 tháng 8 – 4 tháng 9                           | Bão nhiệt đới dữ dội       | 95 km/h (60 mph)   | 990 hPa (29.23 inHg)  | Philippines, Đài Loan, Nam Trung Quốc                                                 | $1,51 triệu    | Không có      |                                           |
| Guchol (Kiko) - Bão số 9           | 3 – 7 tháng 9                                    | Bão nhiệt đới              | 65 km/h (40 mph)   | 1000 hPa (29.53 inHg) | Philippines, Đài Loan, Đông Trung Quốc                                                | Không có       | Không có      |                                           |
| Talim (Lannie)                     | 8 – 17 tháng 9                                   | Bão cuồng phong cấp 4      | 175 km/h (110 mph) | 935 hPa (27.61 inHg)  | Philippines, Đài Loan, Đông Trung Quốc, Nhật Bản, Quần đảo Mariana, Viễn Đông Nga     | $750 triệu     | 5             |                                           |
| Doksuri (Maring) - Bão số 10       | 10 – 16 tháng 9                                  | Bão cuồng phong cấp 3      | 150 km/h (90 mph)  | 955 hPa (28.20 inHg)  | Philippines, Bắc và Trung Trung Bộ, Nam Trung Quốc, Lào, Thái Lan, Bangladesh         | $814 triệu     | 45            | [ 44 ] [ 45 ]                             |
| 22W (Nando)                        | 23 – 25 tháng 9                                  | Áp thấp nhiệt đới          | 55 km/h (35 mph)   | 1000 hPa (29.53 inHg) | Philippines, Nam Trung Quốc, Bắc Bộ                                                   | Tối thiểu      | Không có      |                                           |
| 23W                                | 7 – 10 tháng 10                                  | Áp thấp nhiệt đới          | 55 km/h (35 mph)   | 1000 hPa (29.53 inHg) | Philippines, Bắc Bộ, Bắc và Trung Trung Bộ, Nam Trung Quốc, Lào, Thái Lan             | $603 triệu     | 109           | [ 46 ]                                    |
| Khanun (Odette) - Bão số 11        | 11 – 16 tháng 10                                 | Bão cuồng phong cấp 2      | 140 km/h (75 mph)  | 955 hPa (28.20 inHg)  | Philippines, Đài Loan, Nam Trung Quốc, Bắc Bộ                                         | $372 triệu     | 1             |                                           |
| Lan (Paolo)                        | 14 – 23 tháng 10                                 | Siêu bão cuồng phong cấp 4 | 185 km/h (115 mph) | 915 hPa (27.02 inHg)  | Quần đảo Caroline, Philippines, Nam Hàn Quốc, Nhật Bản, Viễn Đông Nga                 | $2 tỷ          | 17            | [ 47 ]                                    |
| 26W                                | 18 – 19 tháng 10                                 | Áp thấp nhiệt đới          | 45 km/h (30 mph)   | 1002 hPa (29.59 inHg) | Philippines                                                                           | Tối thiểu      | 14            |                                           |
| Saola (Quedan)                     | 19 – 29 tháng 10                                 | Bão nhiệt đới dữ dội       | 110 km/h (70 mph)  | 975 hPa (28.79 inHg)  | Quần đảo Mariana, Quần đảo Caroline, Nhật Bản                                         | $250 triệu     | Không có      |                                           |
| 29W                                | 30 tháng 10 – 8 tháng 11                         | Áp thấp nhiệt đới          | 55 km/h (35 mph)   | 1006 hPa (29.71 inHg) | Nam Bộ, Campuchia, Thái Lan, Bắc Malaysia, Myanmar                                    | Tối thiểu      | 7             |                                           |
| Damrey (Ramil) - Bão số 12         | 31 tháng 10 – 5 tháng 11                         | Bão cuồng phong cấp 2      | 130 km/h (80 mph)  | 970 hPa (28.64 inHg)  | Philippines, Trung và Nam Trung Bộ, Tây Nguyên, Thái Lan, Campuchia, Malaysia         | $1,03 tỷ       | 151           | [ 48 ] [ 49 ] [ 50 ]                      |
| Haikui (Salome) - Bão số 13        | 7 – 13 tháng 11                                  | Bão nhiệt đới              | 75 km/h (45 mph)   | 998 hPa (29.47 inHg)  | Philippines, Nam Trung Quốc, Trung Trung Bộ                                           | $4,3 triệu     | Không có      |                                           |
| Kirogi (Tino) - Bão số 14          | 16 – 20 tháng 11                                 | Bão nhiệt đới              | 65 km/h (40 mph)   | 1000 hPa (29.53 inHg) | Philippines, Borneo, Đông Malaysia, Nam Trung Bộ, Tây Nguyên, Nam Bộ, Campuchia       | $10 triệu      | 10            | [ 51 ]                                    |
| Kai-tak (Urduja) - Bão số 15       | 11 – 23 tháng 12                                 | Bão nhiệt đới              | 75 km/h (45 mph)   | 996 hPa (29.41 inHg)  | Philippines, Borneo, Nam Trung Bộ, Nam Bộ, Malaysia                                   | $73 triệu      | 83            |                                           |
| Tembin (Vinta) - Bão số 16         | 16 – 26 tháng 12                                 | Bão cuồng phong cấp 2      | 150 km/h (90 mph)  | 950 hPa (28.05 inHg)  | Quần đảo Caroline, Philippines, Malaysia, Nam Trung Bộ, Tây Nguyên, Nam Bộ, Campuchia | $42,4 triệu    | 266           |                                           |
| Bolaven (Agaton) - Bão số 1 (2018) | 29 tháng 12 năm 2017 – 4 tháng 1 năm 2018        | Bão nhiệt đới              | 65 km/h (40 mph)   | 1002 hPa (29.59 inHg) | Quần đảo Caroline, Philippines, Nam Trung Bộ                                          | Không có       | 3             |                                           |
| Tổng tỷ số mùa bão                 |                                                  |                            |                    |                       |                                                                                       |                |               |                                           |
| 42 XTNĐ                            | 7 tháng 1 năm 2017 – 4 tháng 1 năm 2018          |                            | 185 km/h (115 mph) | 915 hPa (27.02 inHg)  |                                                                                       | $15,7 tỷ       | 862           |                                           |

Chú ý – Quy ước các vùng để xác định vùng ảnh hưởng trực tiếp vùng đổ bộ của bão
- Vùng đổ bộ đất liền:
  - Việt Nam: Bắc Bộ (Bao gồm cả Tây Bắc Bộ, Đông Bắc Bắc Bộ, Đồng bằng Bắc Bộ); Bắc Trung Bộ (Thanh Hóa - Quảng Bình), Trung Trung Bộ (Quảng Trị - Quảng Ngãi), Nam Trung Bộ (Bình Định - Bình Thuận), Tây Nguyên, Nam Bộ (Bao gồm cả Đông Nam Bộ và Tây Nam Bộ). Các vùng này được xác định riêng biệt, không gọi chung là Việt Nam.
  - Trung Quốc: Nam Trung Quốc (Quảng Đông, Quảng Tây, Vân Nam, Hải Nam, Hồng Kông, Ma Cao); Đông Trung Quốc (Phúc Kiến, Chiết Giang, Thượng Hải, Giang Tô, Sơn Đông, Hà Bắc, Bắc Kinh, Thiên Tân và các tỉnh phụ cận); Đông Bắc Trung Quốc (Hắc Long Giang, Cát Lâm, Côn Minh, Nội Mông). Các tỉnh còn lại ít hoặc hầu như không chịu ảnh hưởng của xoáy thuận nhiệt đới nên không nói đến. Nếu có 2 vùng trở lên thì gọi chung là Trung Quốc.
- Vùng đổ bộ của các khu vực Biển Đông (So với đổ bộ đất liền):
  - Việt Nam: Bắc Bộ (Bắc Vịnh Bắc Bộ); Bắc Trung Bộ (Nam Vịnh Bắc Bộ, bao gồm Thanh Hóa - Quảng Bình); Trung Trung Bộ (Vùng biển Quảng Trị - Quảng Ngãi); Nam Trung Bộ (Vùng biển Bình Định - Ninh Thuận); Nam Bộ (Vùng biển Bình Thuận - Cà Mau, Cà Mau - Kiên Giang bao gồm cả Phú Quốc và Vịnh Thái Lan); Nếu có khu vực Bắc, Giữa và Nam Biển Đông trở lên thì gọi chung là Việt Nam.

### Tên quốc tế
Các xoáy thuận nhiệt đới được đặt tên theo danh sách bên dưới do Trung tâm Khí tượng Chuyên ngành Khu vực ở Tokyo, Nhật Bản, khi một xoáy thuận đạt đến cường độ bão nhiệt đới. Các tên gọi do các thành viên của ESCAP/WMO Typhoon Committee đề xuất. Mỗi nước trong số 14 nước và vùng lãnh thổ thành viên đưa ra 10 tên gọi, được sử dụng theo thứ tự ABC, bằng tên tiếng Anh của quốc gia đó, trong mùa bão này, hai tên Hato và Lan được sử dụng lần đầu tiên, sau khi thay tên Washi và Vicente, trong mùa bão sau năm 2011 và 2012. Sau đây là các tên gọi dự kiến sẽ đặt tên cho các cơn bão năm 2017:
| - Muifa (1701) - Merbok (1702) - Nanmadol (1703) - Talas (1704) - Noru (1705) - Kulap (1706) - Roke (1707) | - Sonca (1708) - Nesat (1709) - Haitang (1710) - Nalgae (1711) - Banyan (1712) - Hato (1713) - Pakhar (1714) | - Sanvu (1715) - Mawar (1716) - Guchol (1717) - Talim (1718) - Doksuri (1719) - Khanun (1720) - Lan (1721) | - Saola (1722) - Damrey (1723) - Haikui (1724) - Kirogi (1725) - Kai-tak (1726) - Tembin (1727) |

### Tên địa phương của Philippines

Khi một xoáy thuận nhiệt đới đi vào khu vực PAGASA theo dõi sẽ được đặt tên bằng danh sách tên bão riêng của họ

Cục quản lý Thiên văn, Địa vật lý và Khí quyển Philippines (PAGASA) sử dụng danh sách tên bão riêng của họ để đặt cho một xoáy thuận nhiệt đới khi nó đi vào khu vực theo dõi của họ. PAGASA đặt tên cho áp thấp nhiệt đới đã hình thành trong khu vực theo dõi của họ và những xoáy thuận nhiệt đới di chuyển vào khu vực theo dõi của họ. Nếu danh sách các tên trong năm đó bị sử dụng hết, tên sẽ được lấy từ một danh sách phụ trợ, và danh sách tên bão sẽ được đưa ra trước khi mùa bão bắt đầu. Tên còn lập lại (chưa bị khai tử) từ danh sách này sẽ được sử dụng một lần nữa trong mùa bão năm 2021. Đây là danh sách tương tự được sử dụng trong mùa bão 2013, với ngoại lệ có Lannie, Salome và Yasmin thay thế Labuyo, Santi, Yolanda.
| - Auring (01W) - Bising - Crising (02W) - Dante (1701) - Emong (1703) | - Fabian (1707) - Gorio (1709) - Huaning (1710) - Isang (1713) - Jolina (1714) | - Kiko (1717) - Lannie (1718) - Maring (1719) - Nando (22W) - Odette (1720) | - Paolo (1721) - Quedan (1722) - Ramil (1723) - Salome (1724) - Tino (1725) | - Urduja (1726) - Vinta (1727) - Wilma (chưa sử dụng) - Yasmin (chưa sử dụng) - Zoraida (chưa sử dụng) |

D/S phụ trợ

| - Alamid (chưa sử dụng) - Bruno (chưa sử dụng) | - Conching (chưa sử dụng) - Dolor (chưa sử dụng) | - Ernie (chưa sử dụng) - Florante (chưa sử dụng) | - Gerardo (chưa sử dụng) - Hernan (chưa sử dụng) | - Isko (chưa sử dụng) - Jerome (chưa sử dụng) |

### Số hiệu cơn bão tại Việt Nam
Trong năm 2017, mùa bão trên Biển Đông diễn biến khá giống năm 1971, 1984 và 1999. Số lượng bão, áp thấp lập kỷ lục mới với 22 cơn, gấp đôi TBNN. Số bão đổ bộ vào nước ta nhiều hơn TBNN 1 cơn, tập trung ở Trung Bộ (gồm có 5 cơn bão, cơn bão số 2 - Talas vào Hà Tĩnh, cơn bão số 4 - Sơn Ca vào Quảng Trị, cơn bão số 10 - Doksuri đổ bộ vào Quảng Bình, cơn bão số 12 - Damrey đổ bộ vào đất liền tỉnh Khánh Hòa; ngoài ra cơn bão số 14 - Kirogi suy yếu thành ATNĐ trước khi đi vào Bình Thuận và cơn bão số 16 - Tembin suy yếu thành ATNĐ trước khi đi qua mũi Cà Mau). Hai cơn bão số 2 và cơn bão số 4 xuất hiện trong tháng 7, và đó là lần đầu tiên ghi nhận được 2 cơn bão vào miền Trung trong tháng 7 kể từ năm 1971. Ngược lại, Bắc Bộ lại không có cơn bão nào đổ bộ lần đầu tiên từ năm 2006, ngắt mạch 10 năm liên tiếp có bão từ 2007-2016 (tổng cộng 21 cơn). Một điểm kỳ lạ là cả năm cơn bão đầu tiên của mùa bão đều phát sinh (tức là mạnh lên thành bão) ngay trên Biển Đông, lần đầu tiên kể từ năm 2002. Đến ngày 17/11, khi bão Kirogi- bão số 14 mạnh lên trên Biển Đông, mùa bão phá kỷ lục năm 2013. Đêm 23/12, khi bão Tembin vào Biển Đông thành bão số 16, mùa bão đã thiết lập cột mốc mới về số lượng bão - ATNĐ trên Biển Đông với 22 cơn (16 bão - 6 ATNĐ). Số lượng bão trên Biển Đông chiếm 60% số bão trong toàn vùng - cao nhất trong lịch sử (sau đó bị phá vào năm 2020). Trên Biển Đông ghi nhận thời gian xuất hiện 9 cơn bão nhanh nhất (2 tháng - từ ngày 15/7 đến 15/9/2017) và số bão nhiều nhất trong 2 tháng cuối năm (5 cơn, ngang bằng năm 1998). Tỷ lệ: 22/41 cơn=52%, trong đó số bão là 16/27=60%.
Nói tổng quát, những cơn bão, ATNĐ vào Việt Nam trong năm 2017 tập trung ở các tỉnh từ Hà Tĩnh đến Quảng Trị. Việc năm 2017 bão tập trung ở Trung Bộ được xem như hệ quả của La Nina kéo dài 3 năm 2016-2018, cũng như là hệ quả mà miền Trung nước ta không phải gánh bão mạnh trong 3 năm 2014-2016. Với cơn bão số 2 và cơn bão số 10, các tỉnh Bắc Trung Bộ (Thanh Hóa - Quảng Bình) lần đầu tiên ghi nhận bão đổ bộ trực tiếp kể từ cơn bão Wutip - bão số 10 năm 2013, khu vực vốn rất ít bão trong 10 năm trở lại đây (2007-2016, với chỉ 7 cơn). Điểm kỳ lạ và oái oăm khác là bão đổ bộ vào nước ta trong năm 2017 đều đi vào những vùng mà 3 năm (2014-2016, Bắc Trung Bộ) hoặc 2 năm (2015-2016, Nam Trung Bộ) không phải hứng bất kỳ cơn bão/ATNĐ nào cũng như chỉ phải chịu ít bão/ATNĐ trong những năm qua, thiệt hại do bão lũ gây ra rất lớn về người và tài sản mà nguyên nhân chính là do người dân chủ quan, không phòng bị, tâm lý bão sẽ không vào. Dù bão số 16 đã yếu đi trước khi kịp tiến sát Mũi Cà Mau, nhưng việc nó đe dọa Nam Bộ đặc biệt là đồng bằng sông Cửu Long đã trở thành bài học cảnh tỉnh bà con nơi đây về công tâc chống bão trong bối cảnh biến đổi khí hậu.
Dưới đây là các cơn bão được đặt số hiệu ở Việt Nam năm 2017 (kèm theo là vùng đổ bộ).
- Bão số 1 (Merbok) - Đổ bộ Nam Trung Quốc.
- Bão số 2 (Talas) - Đổ bộ phía Bắc tỉnh Hà Tĩnh.
- Bão số 3 (Roke) - Đổ bộ Nam Trung Quốc.
- Bão số 4 (Sonca) - Đổ bộ phía Bắc tỉnh Quảng Trị.
- Bão số 5 (Haitang) - Đổ bộ Phúc Kiến - Trung Quốc.
- Bão số 6 (Hato) - Đổ bộ Nam Trung Quốc, đi sượt qua Lũng Cú - Hà Giang.
- Bão số 7 (Pakhar) - Đổ bộ Nam Trung Quốc.
- Bão số 8 (Mawar) - Đổ bộ Nam Trung Quốc.
- Bão số 9 (Guchol) - Suy yếu thành vùng thấp trước khi vào Phúc Kiến - Trung Quốc.
- Bão số 10 (Doksuri) - Đổ bộ vào phía Bắc tỉnh Quảng Bình.
- Bão số 11 (Khanun) - Đổ bộ Nam Trung Quốc, tan ở ngoài khơi các tỉnh từ Nam Định - Thanh Hóa.[56]
- Bão số 12 (Damrey) - Đổ bộ vào phía Bắc tỉnh Khánh Hòa.
- Bão số 13 (Haikui) - Tan ở vùng biển ngoài khơi các tỉnh từ Quảng Bình - Thừa Thiên Huế.
- Bão số 14 (Kirogi) - Đổ bộ vào phía Bắc tỉnh Bình Thuận.
- Bão số 15 (Kai-tak) - Tan ở Nam Biển Đông, gần huyện đảo Côn Đảo và khu vực phía Bắc Malaysia.
- Bão số 16 (Tembin) - Tan ở vùng biển phía Nam tỉnh Cà Mau.

Chú ý
- Nếu bão ở trên Biển Đông đang hoạt động mà chưa đến đất liền thì được coi như là Chưa đổ bộ, còn nếu bão vào đất liền thì được coi như là Đổ bộ vào tỉnh nào/Khu vực nào.

Ngoài ra 1 ATNĐ đổ bộ vào Phía Nam tỉnh Quảng Ninh vào chiều 25/9, 1 ATNĐ đổ bộ phía Nam tỉnh Hà Tĩnh vào sáng sớm 10/10.